# 梁山站 (慶尚南道)
梁山站（：／ Yangsan yeok */?）是釜山地鐵2號線的終點車站，位於韓國庆尚南道梁山市梁州洞，韓語副站名為「市廳」（시청）。

## 車站結構
剪票閘口位於2樓，月台層則位於3樓。
站體為2面2線側式月台的高架車站，候車月台設有月台幕門，無法轉乘對向列車，並有4處出口。

### 月台配置
| 南梁山 ↑ |
| \| 上    |
|          |

| 月台 | 路線               | 目的地                       |
| ---- | ------------------ | ---------------------------- |
| 上行 | ●釜山都市铁道2号线 | 南梁山、德川、西面、萇山方向 |
| 下行 | ●釜山都市铁道2号线 | 此站終着                     |

## 歷史
- 2008年1月10日：落成啟用。

## 車站周邊
- 梁山市政府
- 梁山市議會
- 梁山衛生所
- 梁山新都市
- 梁山文化藝術會館
- 梁山綜合運動場（朝鲜语：양산종합운동장）
- E-mart梁山店
- 梁山城際客運站（朝鲜语：양산시외버스터미널）

## 圖片

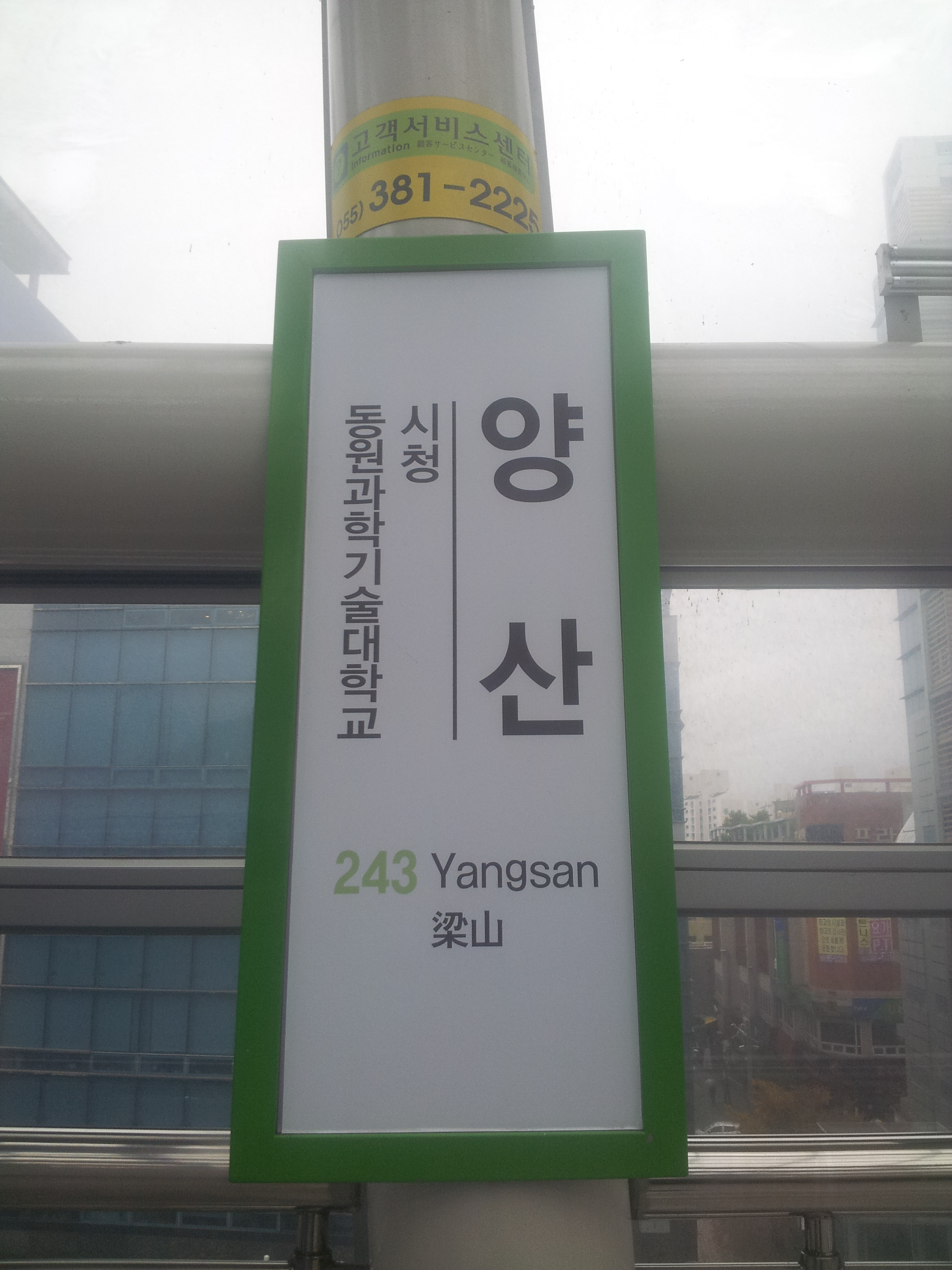
站名牌
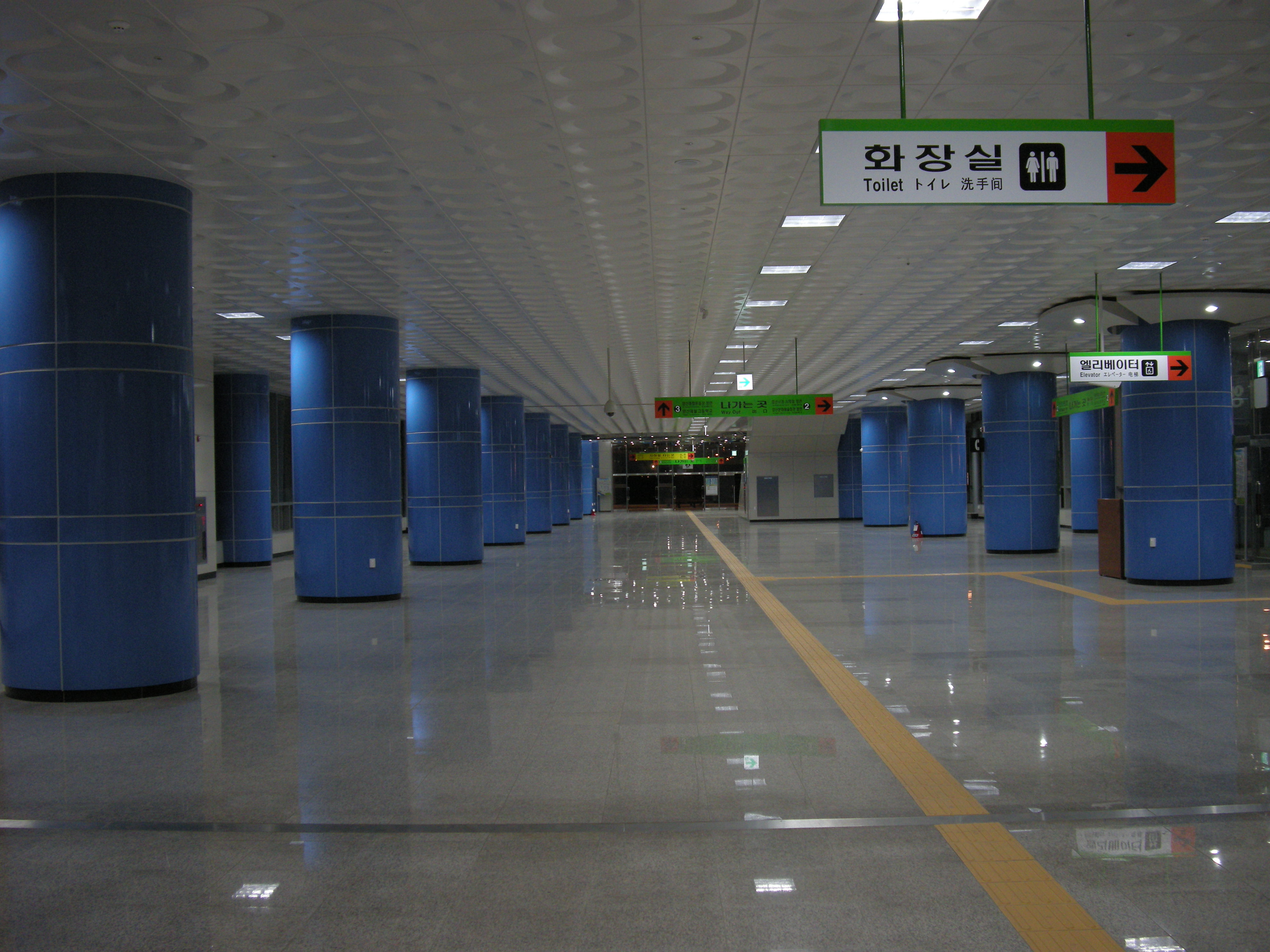
車站川堂
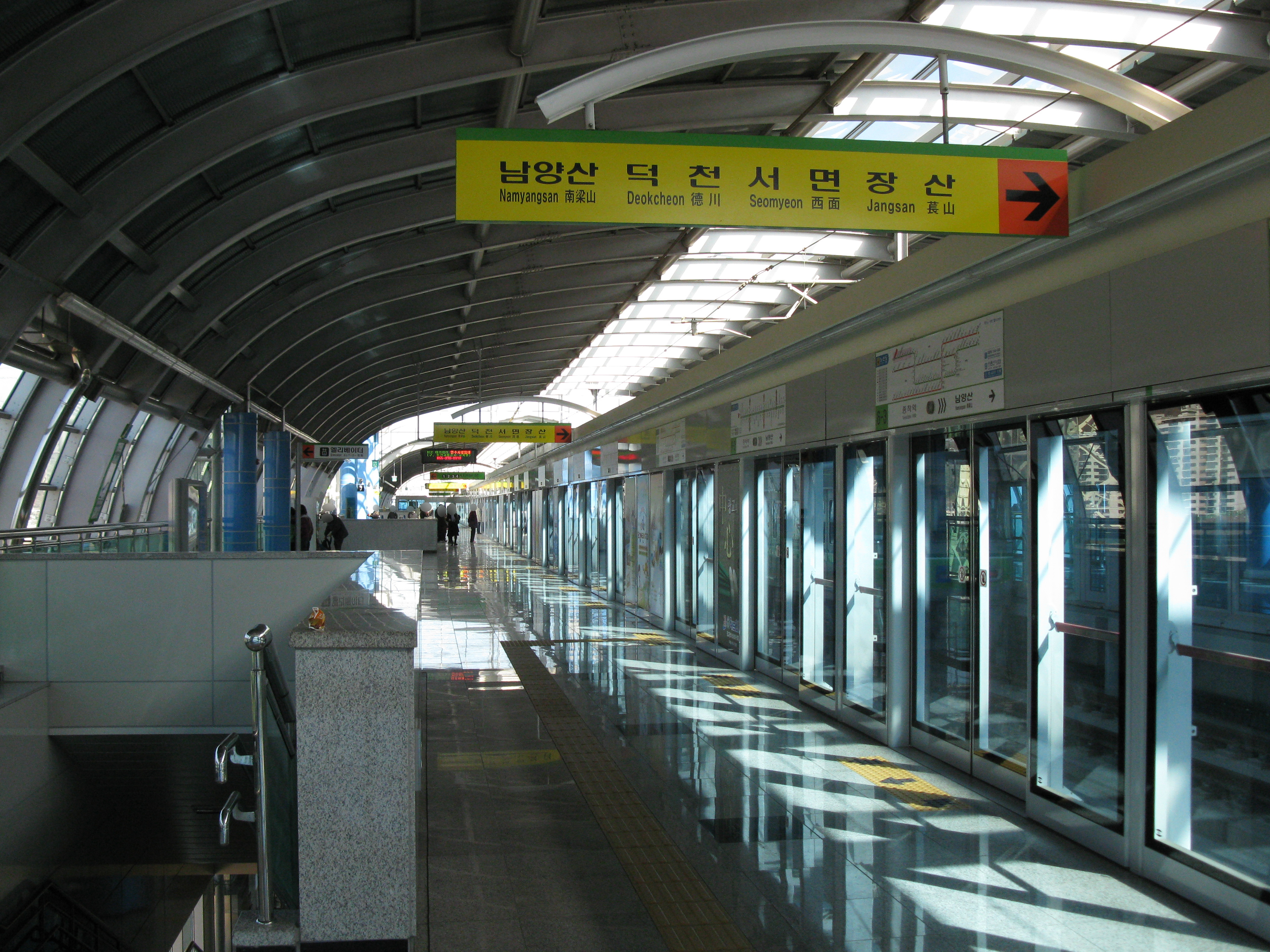
候車月台
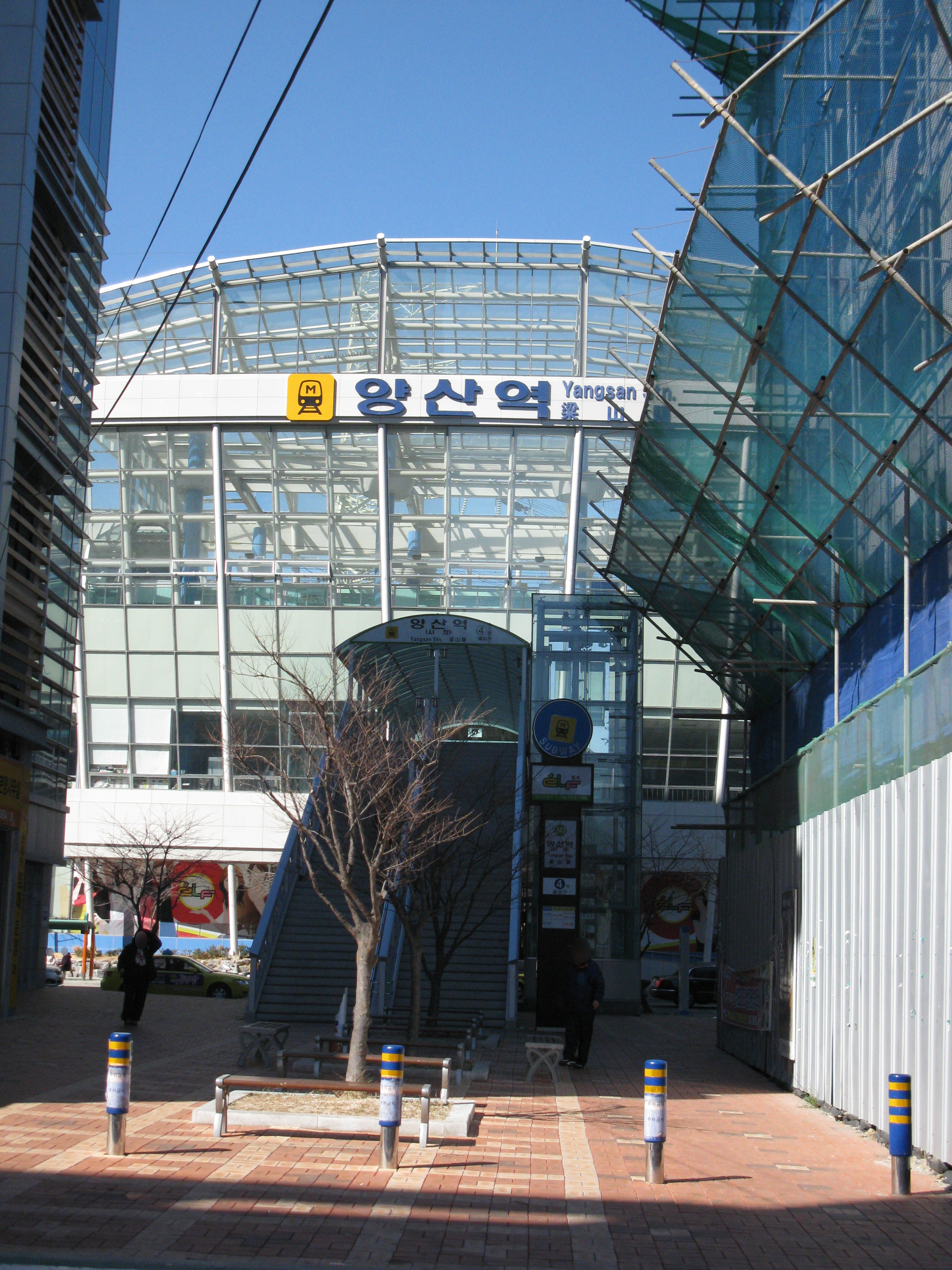
4號出口

## 相鄰車站
釜山交通公社
●釜山都市铁道2号线
南梁山（242）－梁山（243）